# Лоза (річка)
Лоза́ (рос. Лоза) — річка в Росії, ліва притока Чепци. Протікає територією Якшур-Бодьїнського та Ігринського районів Удмуртії.

## Опис
Річка починається за 4 км на південний захід від колишнього присілку Верхній Чур, неподалік кордону з Увинським районом. Тече на північ та північний схід до гирла правої притоки Нязь, потім — на північний захід до селища Ігра. До гирла правої притоки Іта знову тече на північний схід, після чого тече на північ і останні 5 км — на північний схід. Впадає до Чепци на кордоні Кезького та Ігринського районів, за 4 км на південний захід від села Полом. Окремі ділянки річки заліснені, значні території заболочені. Течія вирізняється значним меандруванням, деякі меандри мають довжину 1-2 км, при тому, що в гирлі ширина до 80-100 м.
Через Лозу збудовано багато автомобільних мостів, у селі Лоза річку перетинає залізниця. В колишньому присілку Лумпово 1976 року була збудована гребля, перед якою утворився ставок площею 0,45-0,49 км² та глибиною 1,2 м. Біля присілка Давиденки створено ставок площею 0,1 км²

## Притоки
Приймає багато приток, деякі з них мають значну довжину:
- праві — Линга, Нязь, Саля, Лучик, Меніл, Люк
- ліва — Порва, Русать, Вішур, Утемка, Іта

## Населені пункти
Над річкою лежать такі населені пункти Ігринського району — Лоза, Руська Лоза, Чемошур, Удмурт-Лоза, Куш'я, Ліва Куш'я, Права Куш'я, Сундур, Лоза, Ігра, Нагорний, Чимошур, Кабачигурт, Старе Шадбегово, Мувир, Максимовка, Тюптієво, Устьє Люк.